# Renia pastoralis
Renia pastoralis är en fjärilsart som beskrevs av Augustus Radcliffe Grote 1872. Renia pastoralis ingår i släktet Renia och familjen nattflyn. Inga underarter finns listade.